# قوشا قشلاق خاصاي (قشلاق الشرقي)
قوشا قشلاق خاصاي (بالفارسية: قوشاقشلاق خاصای) هي منطقة سكنية تقع في إيران في أردبيل. يقدر عدد سكانها بـ 14 نسمة .